# SCN1A
le gène humain SCN1A, code la protéine du canal sodium, voltage-dépendant, type I, sous-unité alpha,,,.

## Localisation du gène
Le gène SCN1A est situé sur le chromosome 2 humain et est composé de 26 exons couvrant une longueur totale de 6030 paires de bases nucléotidiques (pb),. L'épissage alternatif de l'exon 5 donne lieu à deux exons alternatifs. Le promoteur a été identifié à 2,5 paires de bases (kb) en amont du site de début de transcription, et les exons non traduits en 5' peuvent améliorer l'expression du gène SCN1A dans les cellules SH-SY5Y, une lignée cellulaire humaine dérivée d'un neuroblastome.
Le canal sodique des vertébrés est un canal ionique dépendant du voltage, qui est essentiel pour la génération et la propagation des potentiels d'action, principalement dans les nerfs et les muscles. Les canaux sodiques dépendant du voltage sont des complexes hétéromères constitués d'une grande sous-unité alpha glycosylée centrale formant le pore à travers lequel passent les ions sodium et de 2 sous-unités bêta auxiliaires plus petites. Des études fonctionnelles ont indiqué que la sous-unité alpha transmembranaire des canaux sodiques est suffisante pour l'expression des canaux sodiques fonctionnels. Les sous-unités alpha du canal sodique du système nerveux central forment une sous-famille de gènes avec plusieurs isoformes structurellement distinctes regroupées sur le chromosome 2q24, types I, II (Nav1.2) et III (Nav1.3). Il existe également plusieurs isoformes distinctes de la sous-unité alpha du canal sodique dans le muscle squelettique et cardiaque ( Nav1.4  et Nav1.5, respectivement).
Le gène SCN1A code la sous-unité alpha du canal sodique dépendant du voltage Nav1.1, ce qui en fait un des dix membres des gènes paralogues. Le gène SCN1A est l'un des gènes les plus mutés du génome humain associé à l'épilepsie, ce qui lui a donné le titre de «gène super coupable». Il y a 900 mutations distinctes signalées pour le gène SCN1A, environ la moitié des mutations signalées sont des troncations qui ne produisent aucune protéine,. La moitié restante des mutations sont des mutations faux-sens, qui peuvent entraîner une perte de fonction ou un gain de fonction, bien que très peu aient été testées pour la fonctionnalité en laboratoire.
Des modifications subtiles des canaux ioniques voltage-dépendant peuvent avoir des effets physiologiques dévastateurs et être à l'origine de maladies neurologiques,. Les mutations du gène SCN1A entraînent le plus souvent différentes formes de troubles épileptiques, les formes les plus courantes de troubles épileptiques sont le syndrome de Dravet (SD), l'épilepsie infantile intraitable avec des crises généralisées tonico-cloniques (ICEGTC) et épilepsie myoclonique sévère (SMEB) . Cliniquement, 70 à 80% des patients atteints de SD ont identifié des mutations spécifiques au gène SCN1A, qui sont causées par des mutations hétérozygotes de novo du gène SCN1A. Il existe actuellement deux bases de données sur les mutations SCN1A, Infobase et la base de données des variantes SCN1A .
Les lignées de souris modifiées génétiquement qui portent des mutations sur le gène SCN1A sont des organismes modèles pour le syndrome de Dravet. Ces souris développent rapidement des crises convulsives, indiquant une réduction significative de la fonction de NaV1.1. Il a été émis l'hypothèse que la réduction des courants de sodium due aux mutations de NaV1.1 peut provoquer une hyper-excitabilité dans les interneurones inhibiteurs GABAergiques conduisant à l'épilepsie. Les souris dans les états homozygote et hétérozygote présentent des convulsions et sont ataxiques. Bien que les souris homozygotes meurent en moyenne au cours de la deuxième à la troisième semaine de vie et environ 50 % des souris nulles hétérozygotes survivent jusqu'à l'âge adulte.

## Signification clinique
Les mutations du gène SCN1A provoquent des crises fébriles héréditaires et GEFS+, type 2,,, .

## Controverse sur les brevets
Le 29 novembre 2008, le journal australien Sydney Morning Herald a rapporté la première démonstration que de droits de propriété intellectuelle sur l'ADN humain  peuvent perturber les soins médicaux. En effet, la société de Melbourne Genetic Technologies (GTG) contrôle les droits sur le gène et exige des redevances pour les tests sur ce gène. Ce test génétique permet à identifier le syndrome de Dravet. Les médecins de l'hôpital pour enfants de Westmead, en Australie, ont déclaré aux journalistes qu'ils testeraient 50% de plus de nourrissons pour le gène, s'ils pouvaient effectuer le test sur place.

## Interactions avec autres protéines
Il a été démontré que Na v 1.1 interagit avec la proteine alpha1-syntrophine .

## Voir également
- Canal de sodium

## Autres références
- « Ion channels and epilepsy », American Journal of Medical Genetics, vol. 106, no 2,‎ 2001, p. 146–59 (PMID 11579435, DOI 10.1002/ajmg.1582)
- « The role of sodium channels in cell adhesion », Frontiers in Bioscience, vol. 7, nos 1–3,‎ janvier 2002, p. 12–23 (PMID 11779698, DOI 10.2741/isom)
- « Effect of localization of missense mutations in SCN1A on epilepsy phenotype severity », Neurology, vol. 63, no 2,‎ juillet 2004, p. 329–34 (PMID 15277629, DOI 10.1212/01.wnl.0000129829.31179.5b)
- « Severe myoclonic epilepsy in infancy: clinical analysis and relation to SCN1A mutations in a Japanese cohort », Advances in Neurology, vol. 95,‎ 2004, p. 103–17 (PMID 15508916)
- « SCN1A mutations and epilepsy », Human Mutation, vol. 25, no 6,‎ juin 2005, p. 535–42 (PMID 15880351, DOI 10.1002/humu.20178)
- « International Union of Pharmacology. XLVII. Nomenclature and structure-function relationships of voltage-gated sodium channels », Pharmacological Reviews, vol. 57, no 4,‎ décembre 2005, p. 397–409 (PMID 16382098, DOI 10.1124/pr.57.4.4)
- « Differential expression of two sodium channel subtypes in human brain », FEBS Letters, vol. 303, no 1,‎ mai 1992, p. 53–8 (PMID 1317301, DOI 10.1016/0014-5793(92)80476-W)
- « Messenger RNA coding for only the alpha subunit of the rat brain Na channel is sufficient for expression of functional channels in Xenopus oocytes », Proceedings of the National Academy of Sciences of the United States of America, vol. 83, no 19,‎ octobre 1986, p. 7503–7 (PMID 2429308, PMCID 386747, DOI 10.1073/pnas.83.19.7503, Bibcode 1986PNAS...83.7503G, lire en ligne)
- « Localization of a putative human brain sodium channel gene (SCN1A) to chromosome band 2q24 », Cytogenetics and Cell Genetics, vol. 67, no 3,‎ 1994, p. 178–86 (PMID 8062593, DOI 10.1159/000133818)
- « A locus for febrile seizures (FEB3) maps to chromosome 2q23-24 », Annals of Neurology, vol. 46, no 4,‎ octobre 1999, p. 671–8 (PMID 10514109, DOI 10.1002/1531-8249(199910)46:4<671::AID-ANA20>3.0.CO;2-5)
- « Neuronal sodium-channel alpha1-subunit mutations in generalized epilepsy with febrile seizures plus », American Journal of Human Genetics, vol. 68, no 4,‎ avril 2001, p. 859–65 (PMID 11254444, PMCID 1275639, DOI 10.1086/319516)
- « A novel SCN1A mutation associated with generalized epilepsy with febrile seizures plus--and prevalence of variants in patients with epilepsy », American Journal of Human Genetics, vol. 68, no 4,‎ avril 2001, p. 866–73 (PMID 11254445, PMCID 1275640, DOI 10.1086/319524)
- « Comparative distribution of voltage-gated sodium channel proteins in human brain », Brain Research. Molecular Brain Research, vol. 88, nos 1-2,‎ mars 2001, p. 37–53 (PMID 11295230, DOI 10.1016/S0169-328X(00)00289-8)
- « De novo mutations in the sodium-channel gene SCN1A cause severe myoclonic epilepsy of infancy », American Journal of Human Genetics, vol. 68, no 6,‎ juin 2001, p. 1327–32 (PMID 11359211, PMCID 1226119, DOI 10.1086/320609)
- « Nav1.1 mutations cause febrile seizures associated with afebrile partial seizures », Neurology, vol. 57, no 4,‎ août 2001, p. 703–5 (PMID 11524484, DOI 10.1212/wnl.57.4.703)
- « Partial and generalized epilepsy with febrile seizures plus and a novel SCN1A mutation », Neurology, vol. 57, no 12,‎ décembre 2001, p. 2265–72 (PMID 11756608, DOI 10.1212/wnl.57.12.2265)
- « Autosomal dominant epilepsy with febrile seizures plus with missense mutations of the (Na+)-channel alpha 1 subunit gene, SCN1A », Epilepsy Research, vol. 48, nos 1-2,‎ janvier 2002, p. 15–23 (PMID 11823106, DOI 10.1016/S0920-1211(01)00313-8)